# Ciudad Colonial (Santo Domingo)
Ciudad Colonial (tiếng Tây Ban Nha của "thành phố thuộc địa") là khu trung tâm lịch sử của thành phố Santo Domingo và khu định cư thường xuyên, lâu đời nhất của những người châu Âu tại Tân thế giới. Nó đã được tuyên bố là di sản thế giới của UNESCO vào năm 1990. Sông Ozama chia đôi thành phố Santo Domingo thành hai phần và Ciudad Colonial nằm trên bờ phía tây của con sông. Diện tích của khu trung tâm lịch sử này khoảng gần 5 km vuông.
Nó là một phần quan trọng của thành phố do có nhiều địa danh nổi tiếng, bao gồm cả Alcázar de Colón, Pháo đài Ozama, Nhà thờ Santa María la Menor (nhà thờ lâu đời nhất tại châu Mỹ), và nhiều công trình lịch sử khác.

## Lịch sử
Khu vực định cư đầu tiên mà ngày nay là Santo Domingo được thành lập bởi Bartholomew Columbus trên bờ phía Đông của sông Ozama. Sau khi cơn bão xảy ra năm 1502 khiến nhiều người thiệt mạng trong đó có cả Francisco de Bobadilla, thành phố đã được di dời dưới sự lãnh đạo của Nicolás de Ovando. Ovando và người kế nhiệm Diego Colón chủ trì những công trình xây dựng đầu tiên của thành phố thuộc địa, nhiều trong số đó vẫn còn tồn tại tới ngày nay. công sự của Santo Domingo là một tính năng quan trọng của cảnh quan đô thị. Các bức tường phòng thủ kéo dài từ sông Ozama đến quảng trường Puerta del Conde, tại đó có lối vào trong thành phố và đây là ranh giới phía Tây của thành phố cho đến cuối thế kỷ 19.
Người Tây Ban Nha sử dụng nơi đây là điểm đầu tiên để tạo ảnh hưởng của họ ra châu Mỹ, từ đó họ đã chinh phục hòn đảo Caribe và lục địa châu Mỹ. Santo Domingo ban đầu là trung tâm chính trị và văn hóa của người Tây Ban Nha hiện diện tại Tân thế giới, nhưng sau một vài thập kỷ, những người Tây Ban Nha bắt đầu giảm do sự tập trung của họ nhiều hơn tại lục địa sau các cuộc chinh phục Mexico, Peru và các khu vực khác của châu Mỹ La tinh. Tuy nhiên, Ciudad Colonial vẫn là một di tích lịch sử quan trọng.

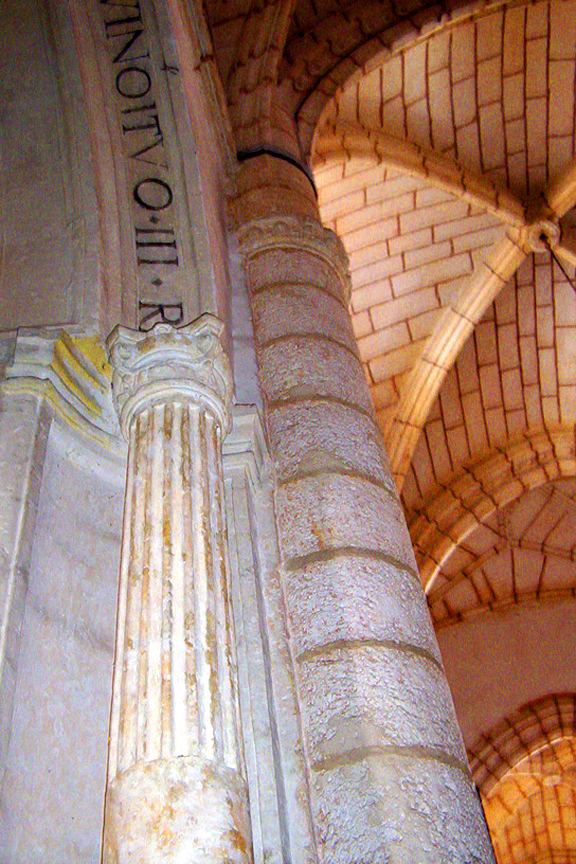
Bên trong Nhà thờ Santa María la Menor.

Năm 1655, Ciudad Colonial đã bị một cuộc bao vây bởi người Anh do William Penn và Robert Venables chỉ huy. Các cuộc xâm lược năm 1655 đã bị ngăn chặn bởi quân đội Tây Ban Nha dưới sự chỉ huy của Tổng đội trưởng thành phố Don Bernardino de Meneses y Bracamonte. Trước khi cuộc xâm lược diễn ra, có một pháo đài tại khu vực mà ngày nay là quảng trường Puerta del Conde, đó là pháo đài San Genaro. Người ta tin rằng, sau khi xảy ra cuộc bao vây thì các bức tường pháo đài đã được mở rộng ra, để tạo ra tính hiệu quả hơn cho pháo đài El Baluarte del Conde.
Vào cuối thế kỷ 19 và đầu thế kỷ 20, thành phố bắt đầu mở rộng ra ngoài ranh giới cũ nhưng Ciudad Colonial vẫn là trung tâm chính cho đến thời đại Trujillo. Trujillo cũng chủ trì việc phục hồi các di tích quan trọng, bao gồm cả Alcázar de Colón trong đầu những năm 1950.

## Các công trình

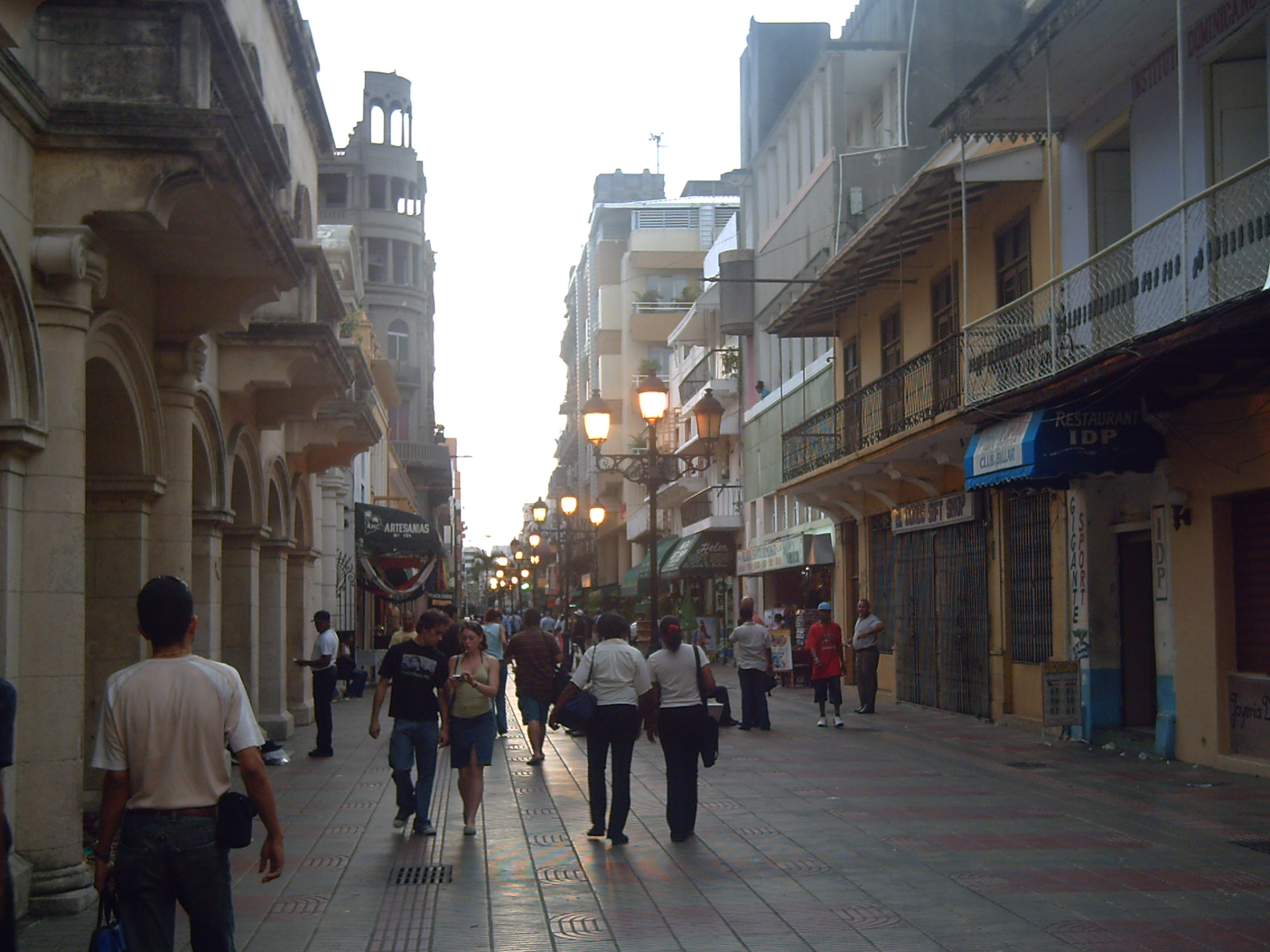
Calle El Conde.

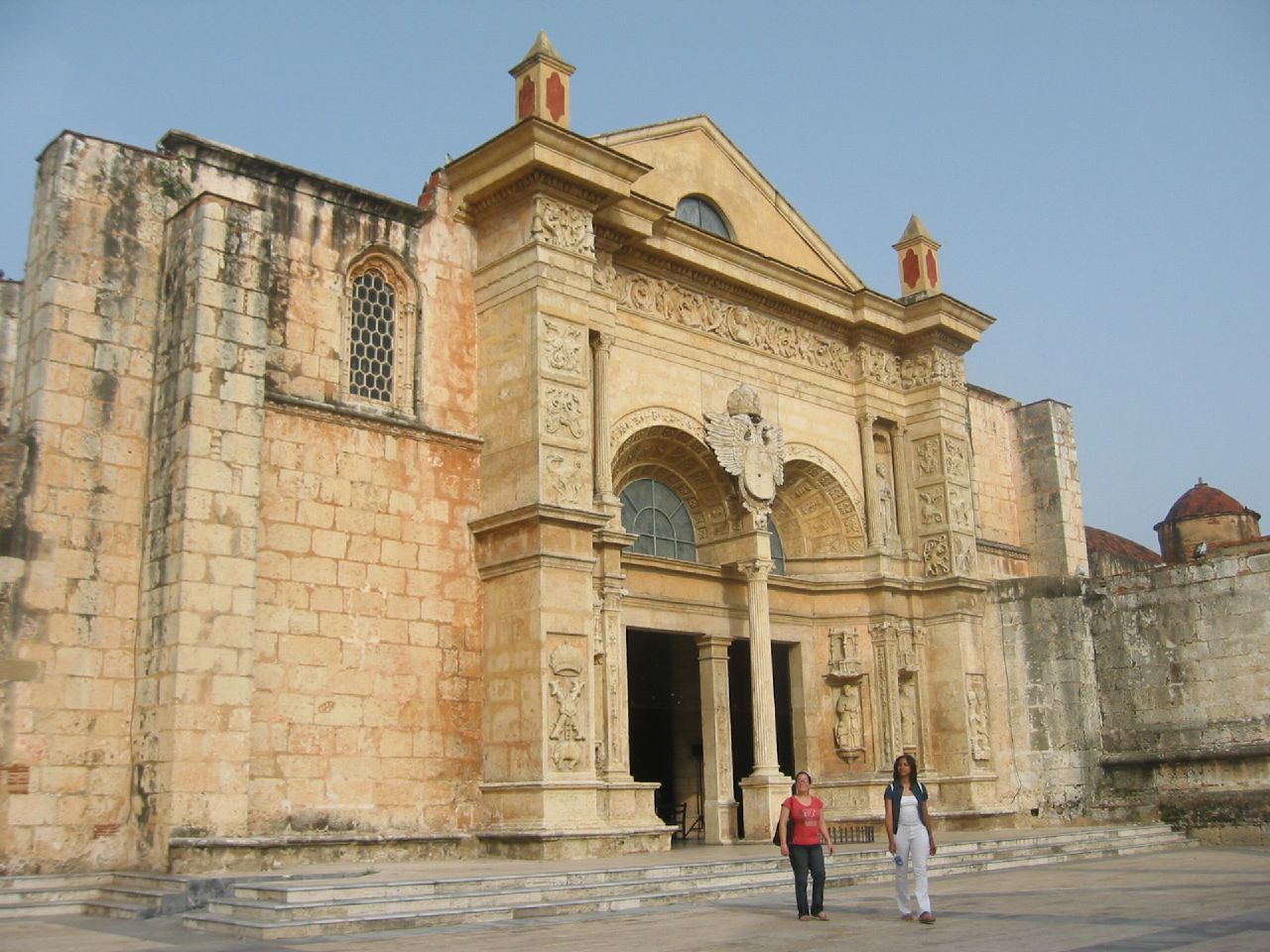
Nhà thờ Santa María la Menor, nhà thờ lâu đời nhất tại châu Mỹ.

Phần lớn các các địa điểm văn hóa và công trình của Ciudad_Colonial được dựng lên trong thời kỳ thuộc địa Tây Ban Nha cai trị. Mặc dù đã có những biện pháp để bảo tồn nhưng một số đang rất cần sửa chữa và bảo trì.

### Nhà thờ
- Bảo tàng và Nhà thờ Santa María la Menor
- Tàn tích của tu viện dòng Phanxit (Monasterio de San Francisco)
- Nhà thờ của Dòng Đa Minh
- Nuestra Señora de la Altagracia
- Nhà thờ Las Mercedes
- Tàn tích của Bệnh viện San Nicolás de Bari, bệnh viện đầu tiên của Tân thế giới
- Điện thờ Quốc gia của Cộng hòa Dominica, nhà thờ của một cựu linh mục dòng Tên

### Công sự
- Pháo đài Ozama
- Quảng trường Puerta del Conde (Công viên Độc lập)
- Alcázar de Colón
- Bảo tàng Casas Reales (trước đây là cung điện)
- Royal Sundial, phía trước của Casas Reales
- Palacio Borgellá, một tòa nhà ở trung tâm Parque Colón (Quảng trường Columbus)
- Palacio Municipal, cũng tại Parque Colón

### Tòa nhà và Viện bảo tàng
- Casa del Tostado
- Casa de Bastidas
- Casa del Cordon

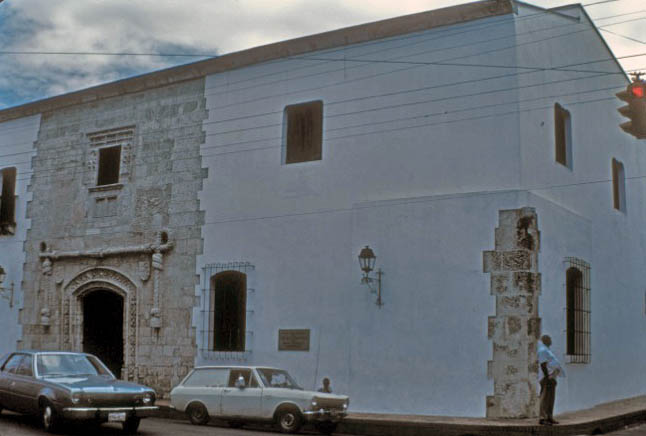
Casa del Cordon

- Casa de Francia, là Đại sứ quán của Pháp từ năm 1999 và được cho là ngôi nhà cũ của Hernán Cortés
- Casa de la Moneda
- Hostal Nicolás de Ovando
- Bảo tàng Juan Pablo Duarte, là ngôi nhà nơi anh hùng dân tộc của Cộng hòa Dominica sinh ra.
- Bảo tàng tưởng niệm Resistencia Dominicana, tôn vinh các cuộc đấu tranh chống lại chế độ của Trujillo và Balaguer
- Bảo tàng Viễn thông
- Bảo tàng Ambar
- Bảo tàng Larimar

## Hình ảnh

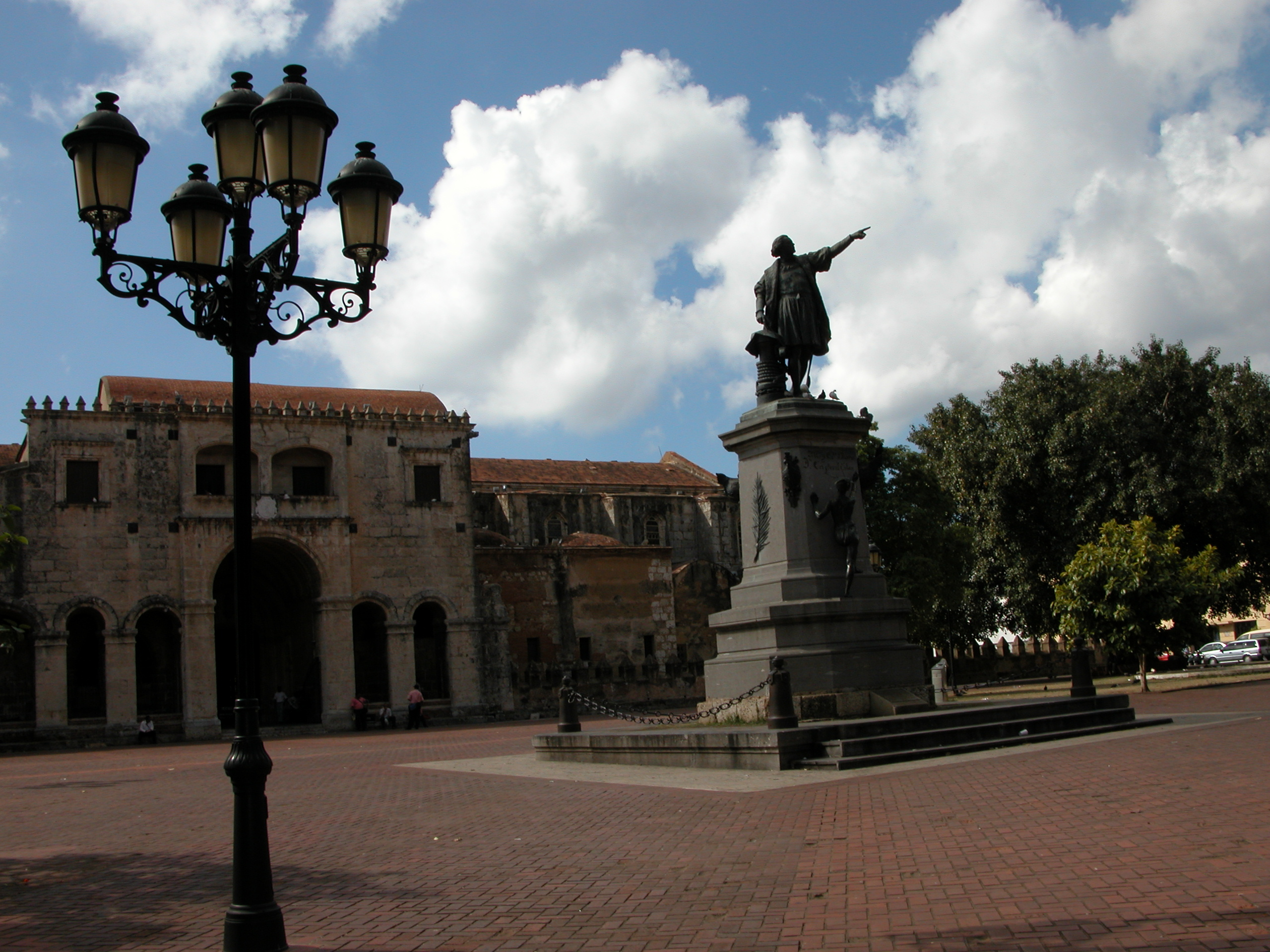
Parque Colón
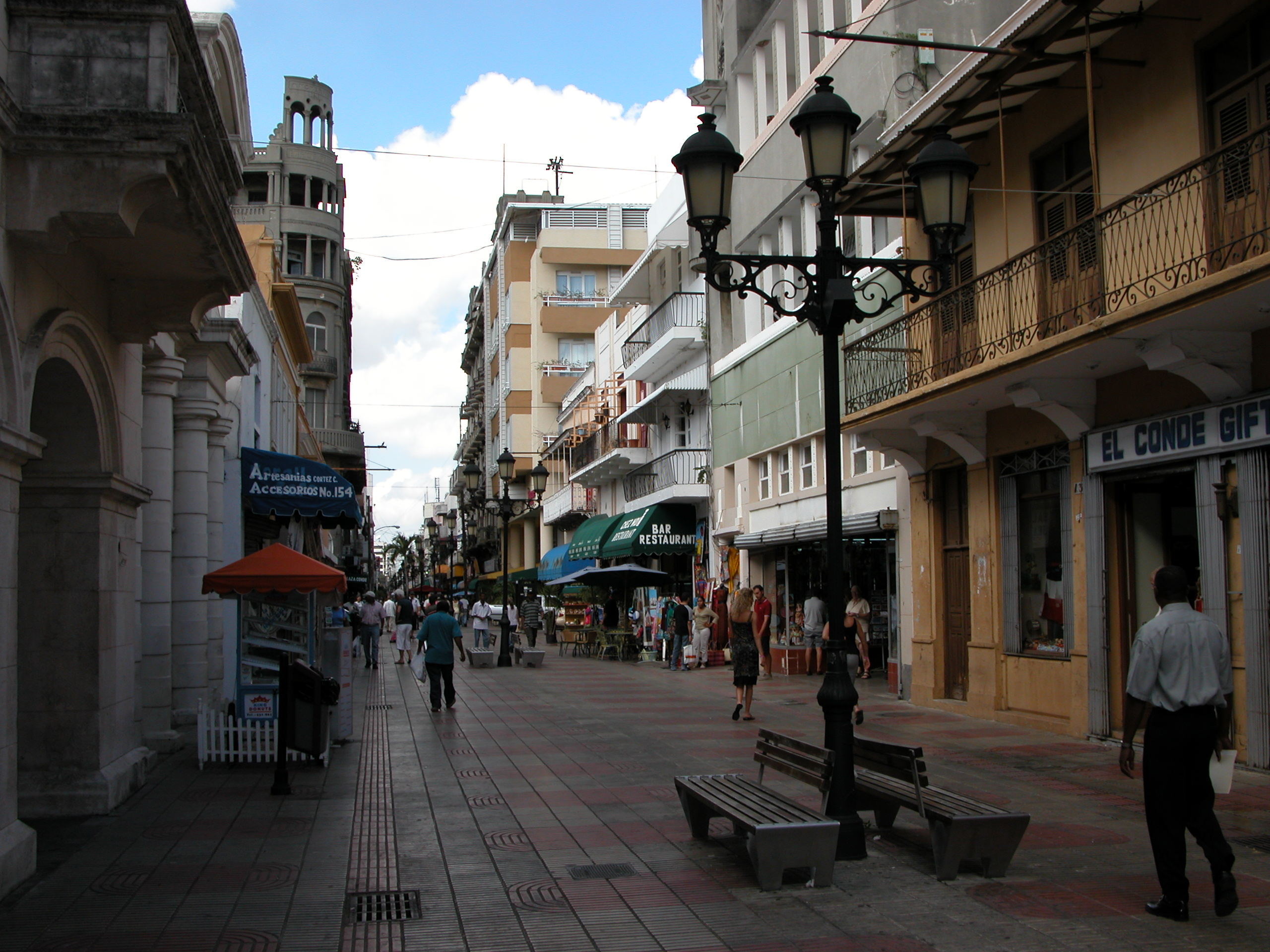
Calle El Conde
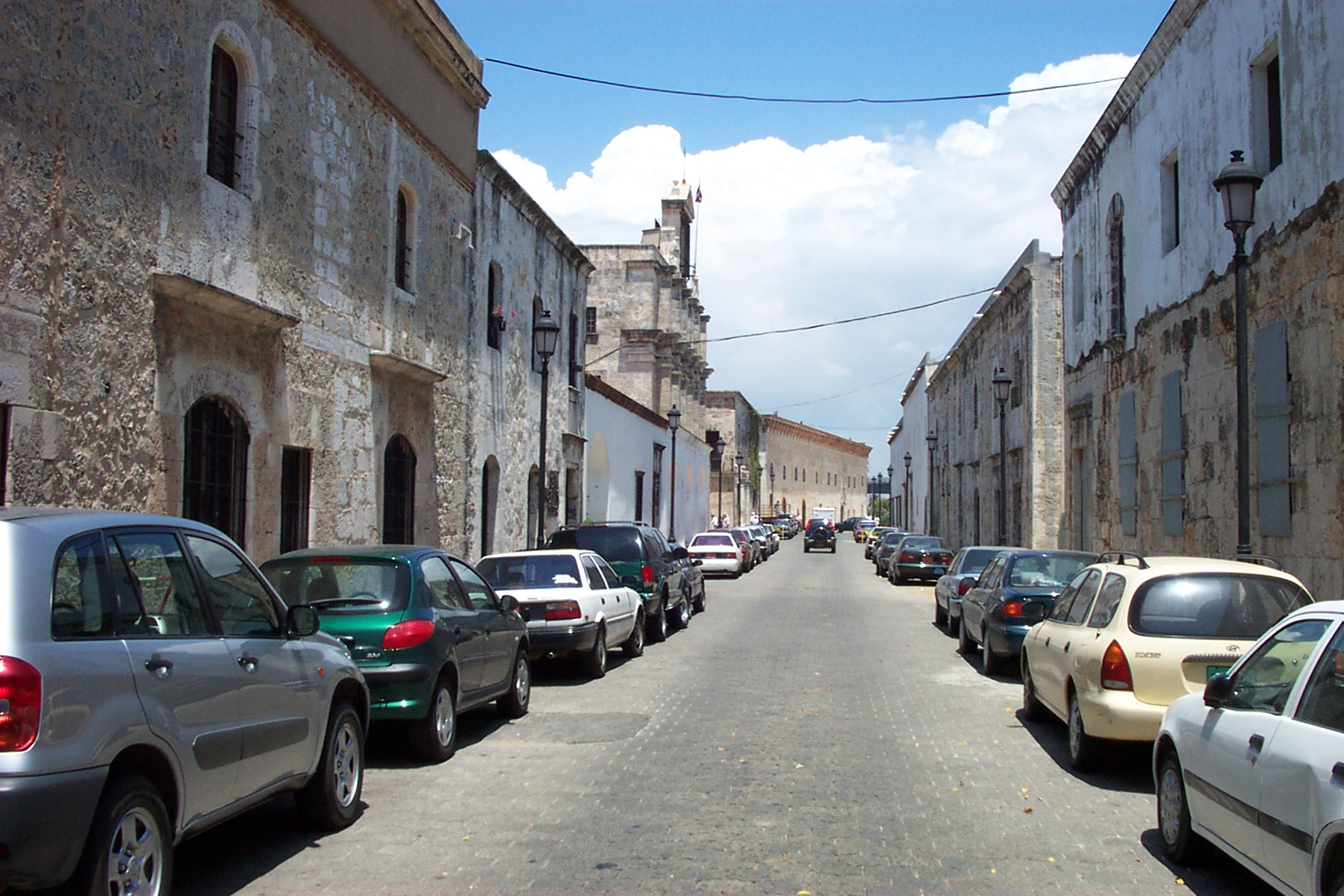
Calle Las Damas
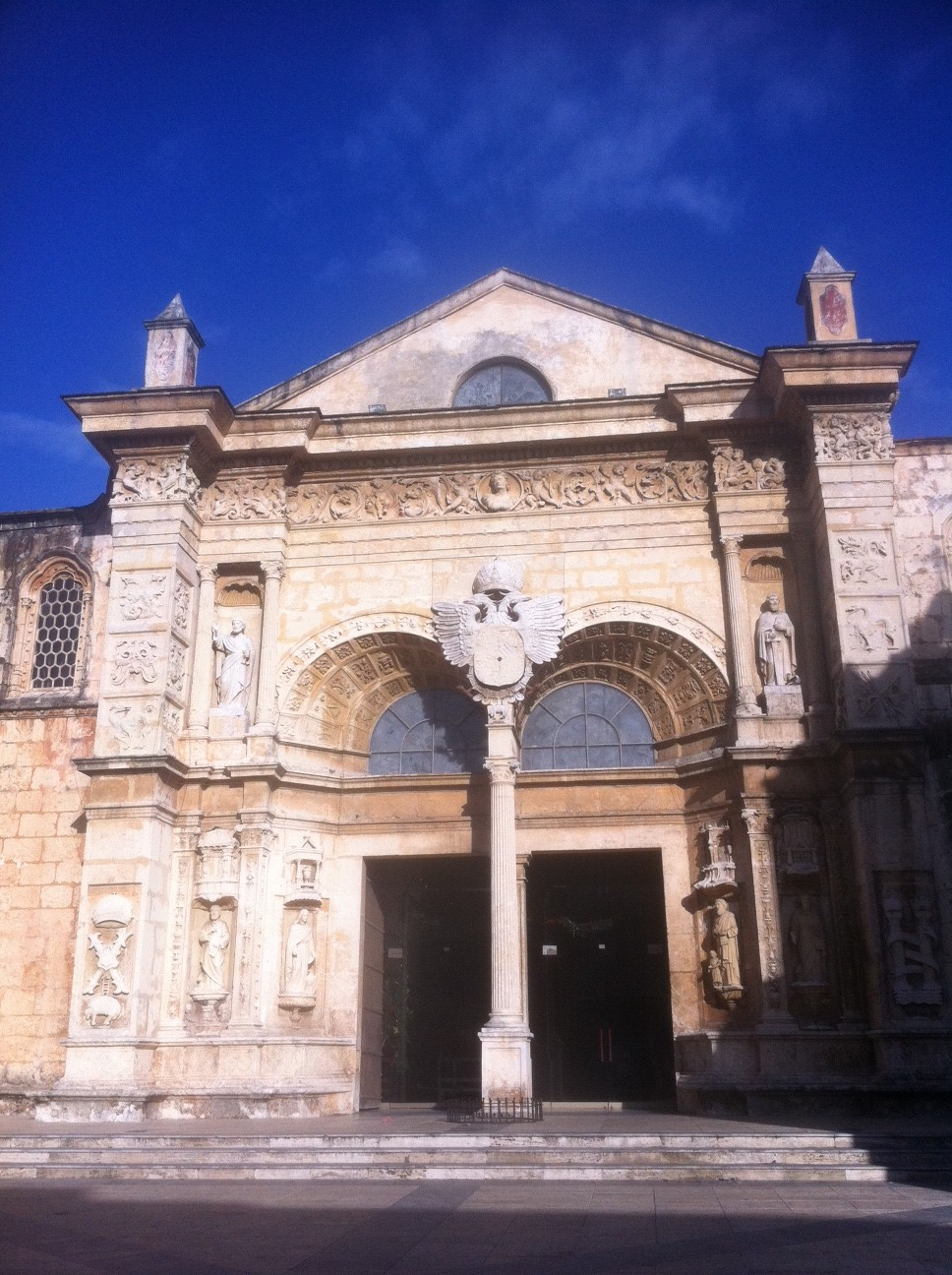
Nhà thờ Santa María la Menor, mặt tiền phía Tây
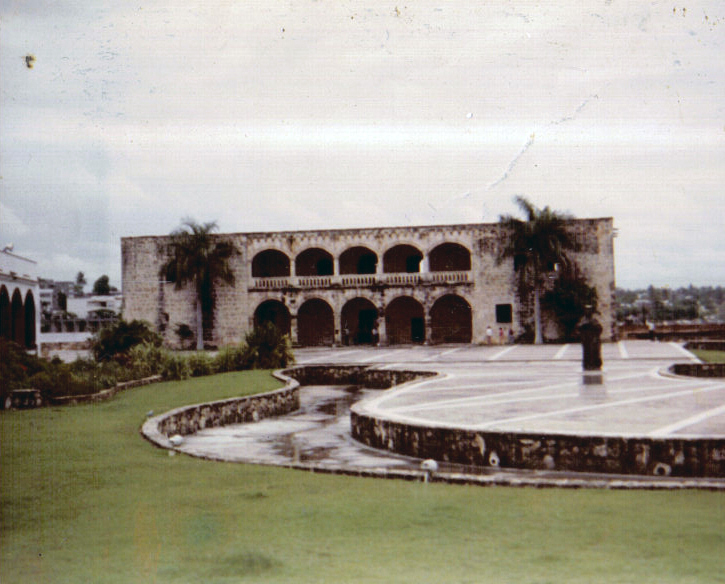
Alcazar de Colon
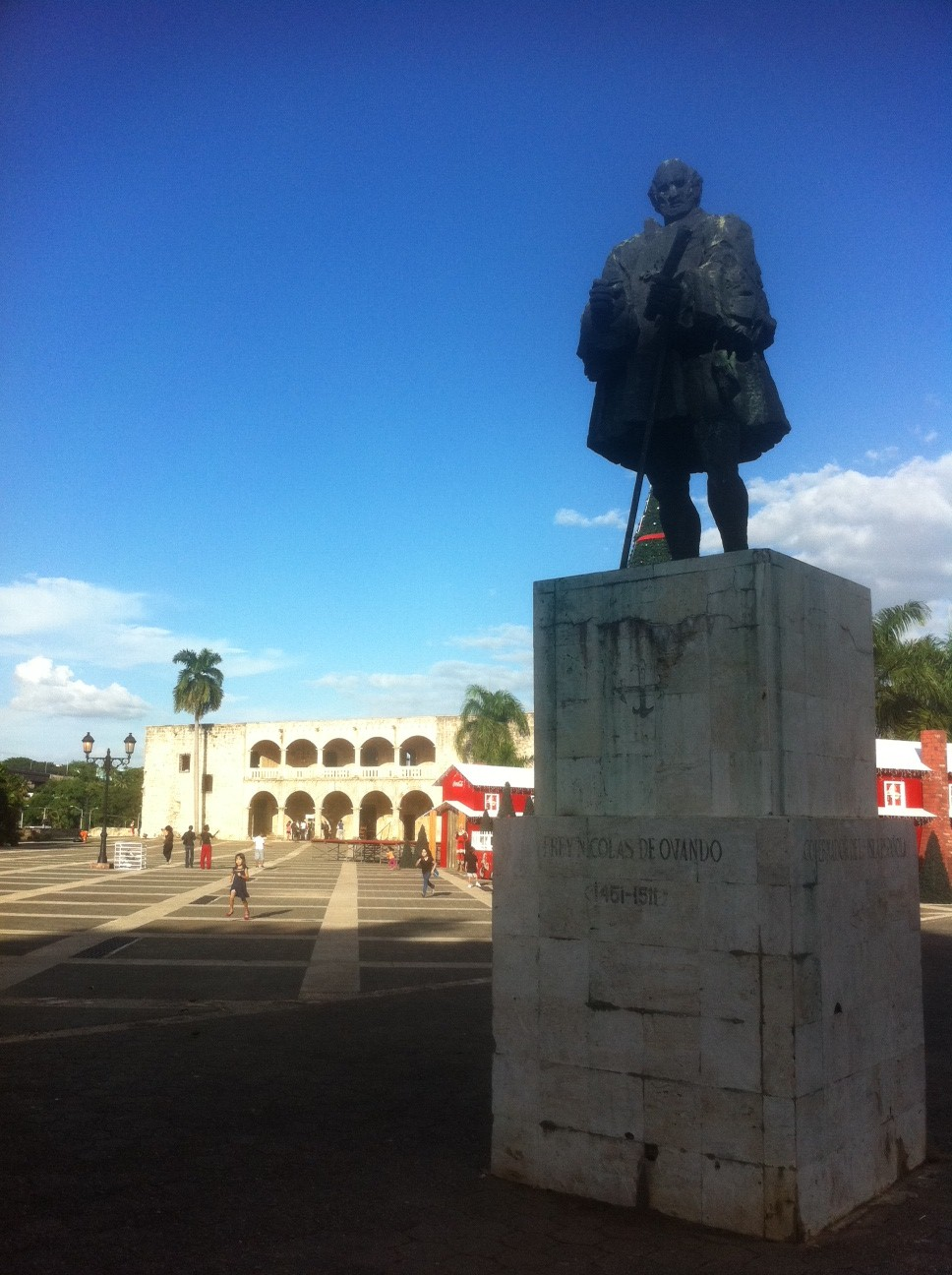
Plaza de España